# 아펜첼 전쟁
아펜첼 전쟁(독일어: Appenzeller Kriege)은 스위스 아펜첼 지역에서 1401년부터 1429년까지 지속된 일련의 분쟁이다. 전쟁은 합스부르크 가문과 장크트갈렌 수도원의 수도원장후가 대표하는 전통적인 중세 권력 구조에 대항하여 아펜첼의 농부나 장크트갈렌의 장인과 같은 협동 그룹의 성공적인 봉기였다.

## 배경

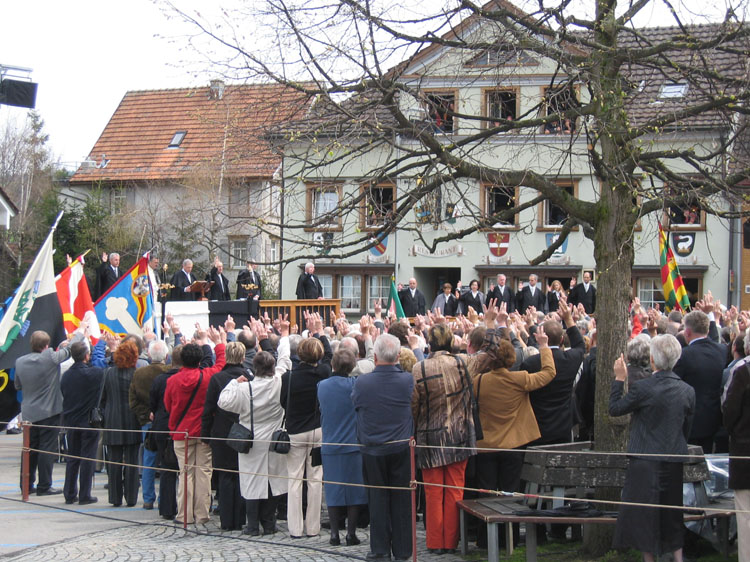
2005년 아펜첼의 란츠게마인데

아펜첼(라틴어 : abbatis cella는 “수도원장의 수도원(즉, 영지)”를 의미함)은 장크트갈 대수도원장의 개인적 통제 하에 있었다. 대수도원장이 대리인이나 집행관을 임명했고, 아펜첼의 지역 사회는 모든 시민이 투표할 수 있는 란츠게마인데가 임명한 평의회에 의해 관리되었다. 유사한 란츠게마인데와 함께 구스위스 연방이 귀족 합스부르크 왕가에 대항하여 성공을 거두자 아펜첼 시민들은 수도원장의 대리인을 제거하는 것을 고려하게 되었다. 1360년경 방목권 분쟁, 세금, 십일조가 양쪽 모두에게 걱정거리가 되었다. 수도원장과 아펜첼의 농부들은 모두 새로운 슈바벤 동맹에 가입함으로써 자신들의 권리와 이익을 보호하기를 원했다. 1377년에 아펜첼은 콘스탄츠와 장크트갈렌의 지원으로 동맹에 가입할 수 있었다. (장크트갈렌은 종종 이웃한 장크트갈 수도원과 불화했다). 연맹의 지원으로 아펜첼은 쿠노 폰 슈토펠른 수도원장이 요구한 많은 선물과 십일조를 내기를 거부했다. 그의 영지로부터의 수입 손실에 대한 대응으로, 쿠노는 오스트리아 합스부르크가에 도움을 청했다. 1392년 그는 합스부르크 왕가와 협정을 맺었고 1402년에 갱신되었다. 이에 대한 응답으로 1401년 아펜첼은 그들의 권리와 자유를 보호하기 위해 장크트갈렌시와 동맹을 맺었다.

## 전쟁 발발

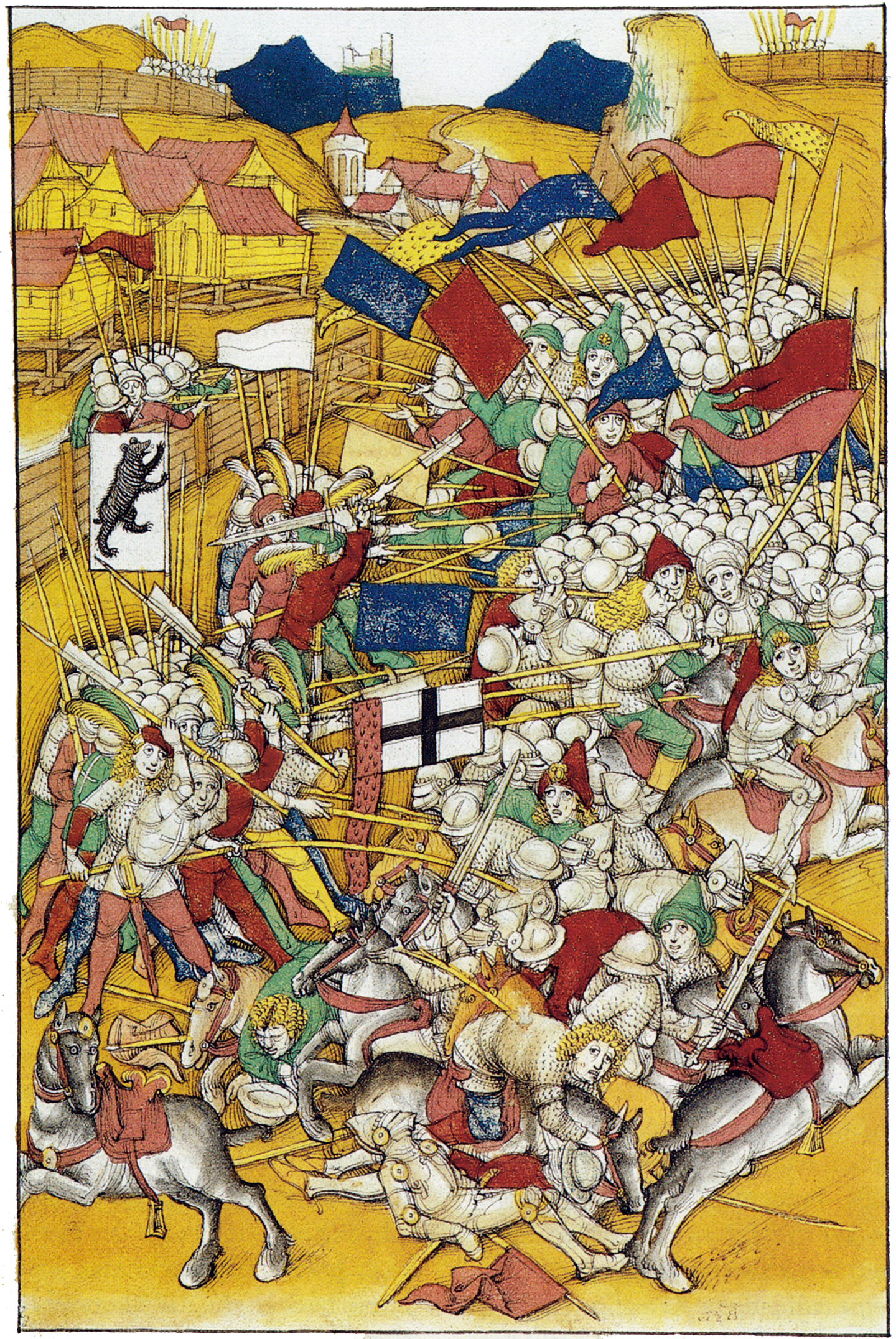
푀겔린제크 전투

아펜첼의 집행관이 남자의 옷을 원했기 때문에 시체를 파헤쳐야 한다고 요구하는 등 아펜첼의 대리인과 수도원장의 대리인 간의 갈등이 심화되자, 아펜첼의 사람들은 반란을 계획했다. 어느 날, 그들은 수도원장의 땅 전역에서 집행관을 공격했고 그들을 그 땅에서 몰아냈다. 협상이 실패한 후 아펜첼과 장크트갈렌은 조약을 체결했다. 장크트갈렌과 아펜첼 사이의 조약은 수도원장과 그의 영지 사이에 단절을 표시했다. 아마도 합스부르크 왕가를 두려워하여 1402년 동맹은 아펜첼을 추방했다. 같은 해에 장크트갈렌은 수도원장과 합의에 도달했고 아펜첼은 더 이상 장크트갈렌의 지원에 의존할 수 없었다. 아펜첼은 수도원장에 대항할 준비가 되어 있다고 선언했다. 아펜첼은 수도원장에 대항할 준비가 되어 있다고 선언했고, 1403년 오스트리아를 패배시킨 구스위스 연방은 지난 세기에 오스트리아를 패배시켰다. 글라루스는 지원을 덜 제공했지만, 아펜첼을 지원하고자 하는 시민이라면 누구나 지원하도록 승인했다. 이에 대응하여 동맹은 군대를 일으켜 장크트갈렌으로 진군한 후 아펜첼로 향했다. 1403년 5월, 수도원장과 동맹군은 트로겐을 향해 진군했다. 1403년 5월 15일, 그들은 슈파이허로 가는 길에 들어섰고 푀겔린제그(Vögelinsegg) 마을 밖에서 아펜첼 군대를 만났다. 약 80명의 아펜젤러 부대가 계곡 너머 언덕에서 공격을 시작했고, 슈비츠에서 300명, 글라루스에서 200명이 군대의 측면을 돌아다니며 공격을 시작했다. 리그의 경우 기병은 언덕으로 돌격하여 2,000명의 아펜젤러를 만나 후퇴할 수밖에 없었다. 퇴각하는 동안 약 600명의 기병과 5,000명의 보병 중 다수가 아펜첼 군대에 의해 사망했다. 리그는 아르본에서 아펜첼과 평화조약을 체결했지만, 평화는 오래가지 못했다.

## 아펜첼의 독립

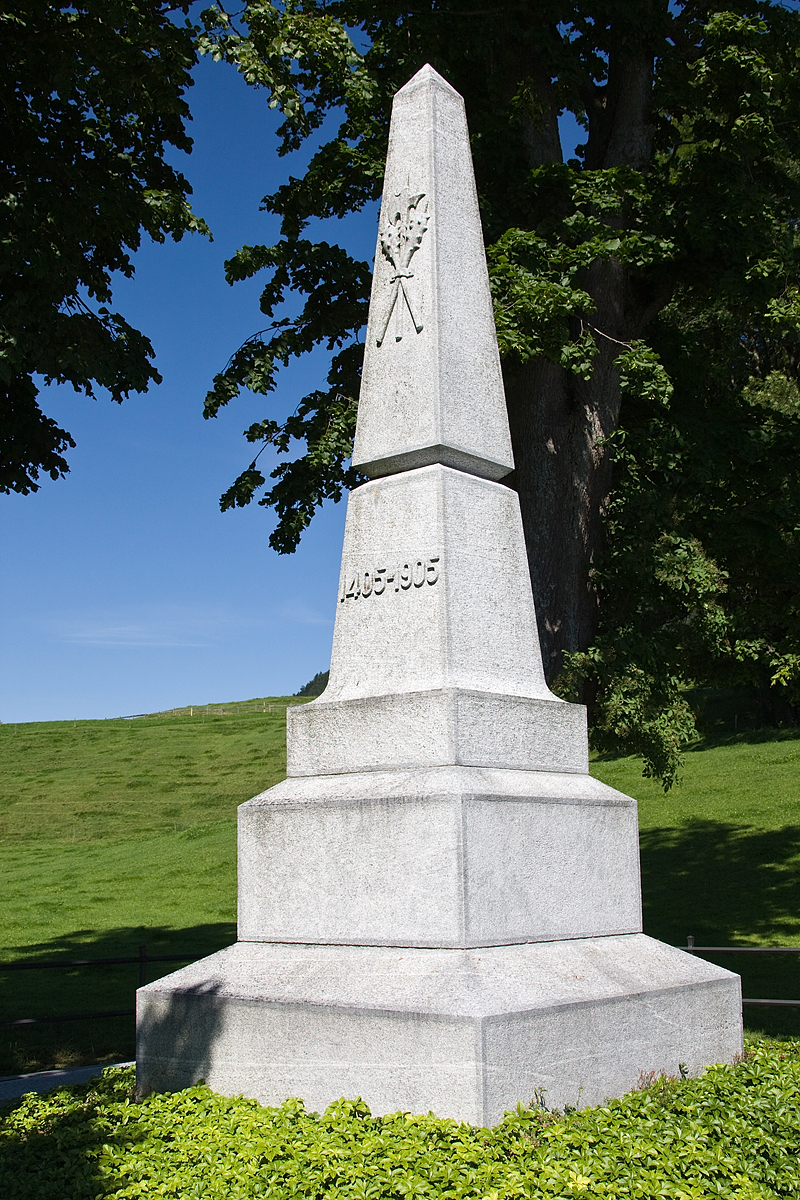
1405년 슈토스 고개 전투 유적지의 기념비

독립과 함께, 평화조약에서 아펜첼은 라인 계곡과 콘스탄스 호수 주변에 있는 수도원장의 토지 일부를 얻었고, 이는 수도원장을 화나게 했다. 또한 다음 2년 동안 장크트갈렌과 아펜첼 시가 가까워졌다. 1405년까지 수도원장은 또 다른 동맹국을 찾았고 그의 땅을 탈환할 준비가 되었다. 오스트리아 공작 프리드리히 4세는 수도원장에게 아펜첼을 공격할 2개의 오스트리아 군대를 제공했다.
1405년 6월 17일, 주력군은 아펜첼 국경의 슈토스 고개로 진군하여 그곳에서 아펜첼 군대와 마주쳤다. 잔인한 전투에 이어 오스트리아군은 퇴각할 수밖에 없었다. 오스트리아인들이 두 번째 아펜첼러 군대를 보고 후퇴했다는 이야기는 실제로 남편과 형제를 도우러 온 아펜첼의 여인들이었다는 이야기는 이후의 자료에만 나타나며 정확한 것으로 간주되지 않는다.
슈토스 고개에서 아펜첼이 승리한 후, 그들은 호수에 대한 동맹(Bund ob dem See, 인근의 콘스탄스 호수를 의미함)로 알려진 장크트갈렌시와 동맹을 맺었다. 분트(Bund)의 생성은 보덴호 지역에서 오스트리아 세력의 기반을 흔들었다. 1406년경 그들은 60개 이상의 성을 점령하고 30개를 파괴했다. 확장 기간 동안 아펜첼은 생갈의 대수도원장까지 사로잡았고, 이에 대한 대응으로 콘스탄스 주교에게 파문을 당했다.
그러나 분트가 확장되는 동안 오스트리아군은 평화를 이용하여 힘을 되찾았다. 1406년 9월 11일, 귀족 연합은 분트의 반항적인 평민에 대항하기 위해 ‘성 조지의 방패 기사단’(Sankt Jörgenschild)로 알려진 기사단을 결성했다. 기사단은 1407년에 분트 도시 브레겐츠를 포위했다. 1408년 1월 13일 분트의 군대는 도시 밖에서 기사단과 오스트리아군에 맞서 행진했다. 공격은 분트에 재앙이었고, 그들의 군대는 패배하고 성벽에서 물러났다. 패배 후 아펜첼은 분트를 보유할 수 없었다. 함께. 장크트갈렌시와 슈비츠주는 각각 공격을 피하기 위해 오스트리아군에게 대가를 지불했으며, 분트는 1408년 4월 4일 루퍼트 왕에 의해 해산되었다.
평화조약의 일환으로 수도원장은 아펜첼 소유권을 포기했지만, 여전히 특정 세금을 소유하고 있었다. 그러나 1410년이 되어서야 이 지역이 평화로워졌다.
1411년 아펜첼은 전체 구스위스 연방(베른 제외)과 방어 조약을 체결하여 수도원장에 대한 그들의 위치를 강화했다. 아펜첼은 ‘준회원’으로 연맹에 가입했으며 1513년까지 정회원이 되지 않았다. 다음 해에 아펜첼은 수도원장에게 빚진 세금 납부를 거부했다. 1421년에 연방은 이러한 세금 문제에 대해 아펜첼에 반대하는 대수도원장을 지원했으며, 제국의 금지령이 선언되어 그들에게 세금을 내도록 강요했다. 이것이 성공하지 못하자 1426년에 그들은 금지령을 받고 군대를 아펜첼로 보내어 그들에게 돈을 지불하도록 강요했다. 토겐부르크 백작 프리드리히 7세, 세인트 조지의 방패 기사단의 지원을 받아 아펜첼로 진군했다. 1428년 12월 2일 그들은 고사우와 헤리자우 사이의 들판에서 (레취로 알려진) 무거운 요새 뒤에서 아펜첼 군대를 만나 격파했다. 전투가 끝난 후 1429년 아펜첼은 빚진 세금을 갚을 수밖에 없었지만, 미래의 의무로부터 자유로워졌다. 이 조약은 아펜첼과 장크트갈렌 수도원의 마지막 재정적 관계의 끝과 연합과의 긴밀한 관계로의 움직임을 나타낸다.